# 852郵報
《852郵報》（Post 852）是香港的一個網上媒體，於2013年成立，由前《信報》前副總編輯袁耀清（筆名游清源）等人組成的評論、博客與互動新媒體平台，其政治立場偏向親泛民主派。
《主場新聞》於2014年中結業後，《852郵報》本獲看好填補空缺，但網上仍不時有人質疑其報道流於偽做，很多時沒有實質證據支持，其facebook讚好數目在網絡媒體中未見突出。
2021年5月15日，《852郵報》實行精簡架構，由於公司備受財政及政治壓力，決定不再續租位於上環的辦公室，網站亦停止營運，遣散旗下六名員工，其後創辧人游清源會改以一人公司形式，不會進行新聞採訪，但仍繼續透過《852郵報》YouTube平台發表時事評論短片及文章。
2021年6月27日，《852郵報》把以往所有片段從YouTube頻道下架。
2022年2月8日，創辦人游清源在YouTube宣佈「復出」，透露自己與妻子已抵達台灣台北市。

## 名字來源
2013年10月，負責《信報》「獨眼香江」版的副總編輯游清源與該版面全組人集體辭職，並創立新網絡媒體。至12月6日，網上新聞平台《852郵報》透過facebook正式面世，並於2014年1月13日正式開放網頁。「852」是香港的國際長途電話區號，從而引申為代表香港。

## 內容
- 新聞總覽：香港、兩岸、國際新聞內容
- 主筆文章：游清源、陳頌紅、8仔文章
- 博客搏擊：外圍的博林高手，陸續加盟
- 852 Channel：多媒體內容,包括《明哥諸點》、《852 Talk》及《一分鐘游得理噏》